# Pietro Ayres
Pietro Ayres (Savigliano, 9 novembre 1794 – Torino, 11 giugno 1878) è stato un pittore italiano.

## Biografia
Da giovane partì nel 1812 per combattere per le armate napoleoniche nella campagna di Russia. Dopo la restaurazione di Casa Savoia, si esiliò a Roma per 14 anni. Viaggiò brevemente a Savigliano, e poi a Torino. Nel 1830 dipinse il ritratto del conte Gian Francesco Galeani Napione, che gli valse l'incarico di ritrattista di corte e dipinse vari membri della famiglia reale, oltre ai ritratti del Marchese Filippo Asinari, Giuseppe Barbaroux, Filippo Morozzo, Conte Bogino, Marchese d'Ormea. Dipinse anche l'Agara nel deserto e pale d'altare per chiese di Torino, Savigliano, Racconigi e Alessandria. Dipinse anche il soffitto, i medaglioni e il sipario del Teatro Sociale. Ha anche creato un album dei costumi e delle armi del Regio esercito di Carlo Alberto, intitolato Armeria antica e Moderna di S. M Carlo Alberto. Morì a Torino nel 1878.